# Женщины в Мьянме

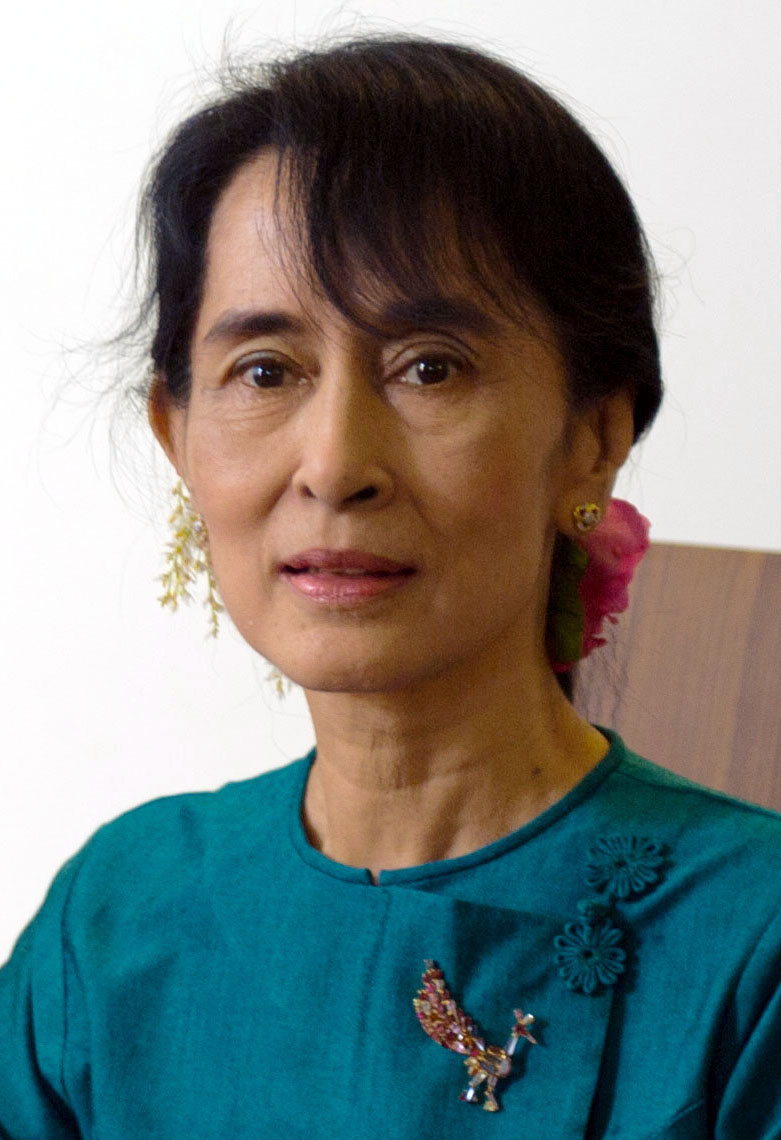
Бирманка Аун Сан Су Чжи

Исторически женщины в Мьянме (также известной как Бирма) имели уникальный социальный статус, в бирманском обществе их уважали. Согласно исследованию, проведенному Мья Сейн, бирманские женщины «на протяжении веков — даже до письменной истории» обладали «высокой степенью независимости» и сохраняли свои «юридические и экономические права», несмотря на влияние буддизма и индуизма. В Мьянме когда-то существовала матриархальная система, которая включала исключительное право наследовать нефтяные скважины и право наследовать должность главы деревни. Бирманские женщины также назначались на высокие посты бирманскими королями и могли стать вождями и королевами.

## Традиционный наряд
Хтамейн (ထဘီ, [ tʰəmèɪɰ̃ ]) — одно из традиционных платьев бирманских женщин. Эту юбку или накидку на нижнюю часть тела женщины носили во времена династии Конбаун (1752—1855) как юбку с запахом, а иногда и как сложенный материал для одежды, помещенный «плотно поперёк живота, немного левее центра талии».

## Любовь и брак
Ранее браки между бирманскими женщинами и мужчинами-иностранцами были разрешены при условии, что окружные суды Мьянмы были проинформированы об этом в течение 21 дня после предварительного уведомления. Однако в мае 2010 года правительство Мьянмы запретило проведение брачных церемоний между бирманскими женщинами и иностранцами-мужчинами. Одной из предполагаемых причин было предотвращение торговли людьми. Бирманские женщины становятся жертвами торговцев людьми, их продают в секс-индустрию в Пакистане и Таиланде.
В некоторой степени браки по расчёту также были частью бирманской традиции, однако бирманские женщины имеют право отказаться от предложения обручиться с партнером, выбранным для неё родителями. В настоящее время молодые бирманские женщины могут выйти замуж по любви.

## Права женщин
В 2000 году Азиатская женская биржа ресурсов (AWORC) опубликовала отчёт под названием «Права человека в Мьянме», впервые появившийся в журнале Forum News в августе 1998 года. В нём описывалось, что по традиции бирманские женщины самоотверженные матери, то есть «постоянно отказываются от своих собственных потребностей для того, чтобы дать своим детям всё необходимое». В докладе также указывается, что ухудшение экономического климата в Мьянме затронуло сельских и городских бирманских женщин. В результате ухудшений бирманские семьи «все чаще отдавали приоритет мужчинам, а не женщинам, там, где ресурсы были ограничены». Эти изменения повлияли на доступ бирманских женщин к питанию, медицинским услугам, профессиональной подготовке и другим образовательным возможностям. Бирманские женщины стали невольными носильщицами и бесплатными работницами в армии, а также жертвами рабства, убийств, пыток, изнасилований и нападений.
Исторически сложилось так, что городские бирманские женщины «обладали высоким уровнем социальной власти», но позже столкнулись с ограничениями свободы слова и получения высоких должностей как в частных, так и в государственных учреждениях. По данным AWORC, лишь немногие бирманские женщины получают образование, связанное с репродуктивными правами и безопасными методами контроля над рождаемостью, что делает их склонными к заражению ВИЧ и СПИДом.
В январе 2008 года BBC News рассказала о бирманских женщинах народности падаунг, которые стали туристическими достопримечательностями Таиланда из-за традиции носить медные кольца на шее. Медные кольца на протяжении нескольких лет прижимали «женские плечи и ребра» вниз, создавая эффект, как если бы шеи были вытянуты, что описывалось как «неестественно длинные шеи, похожие на жирафьи».